# Jacob Bagersted
Jacob Bagersted, danski rokometaš, * 25. marec 1987.
Z dansko rokometno reprezentanco se je udeležil svetovnega prvenstva v rokometu leta 2011.